# برهان الدين العبوشي
برهان الدين حسن قاسم العَبّوشي (1911 - 8 فبراير 1995) شاعر وثوري فلسطيني، ولد في مدينة جنين، كان معارضًا للانتداب البريطاني فشارك في معارك وثورات فلسطين بمعية الجيش العراقي وأصيب فيها أكثر من مرة، منها ثورة 1936، واعتقل عدة مرّات حتى لجأ إلى العراق وأقام وتزوج فيها واشتغل بالتدريس ومنح الجنسية العراقية في عام 1951.
اعتبر رائد المسرح الشعري الفلسطيني حيث صدر له أربع مسرحيات شعرية لكل مسرحية قيمتها الفنية العالية، من حيث السرد والحوارات والنظم والدراما والرسالة وهي «وطن الشهيد» في 1947، و«شبح الأندلس» في 1949، و«عرب القادسية» في 1951، و«الفداء» في 1968، وقد خلد في مسرحيته الشعرية «شبح الأندلس» معركة جنين الكبرى في البقاء على أرض الوطن منذ صدور قرار تقسيم فلسطين في 29 نوفمبر 1947، وسجل في مسرحية «وطن الشهيد» إجلاله للشهيد وكل من أعطى قطرة دم للوطن،  وصدر له أربع مجموعات شعرية وهي «جبل النار، والنيازك، وإلى متى؟!، وجنود السماء»، وكتب مذكراته الشخصية في مجلد واحد تروي قصة حياته بعنوان «من السفح إلى الوادي ألبِّي صوت أجدادي» في 1980، ونشرت مؤسسة فلسطين للثقافة الأعمال الكاملة للشاعر تحت عنوان «فارس السيف والقلم – برهان الدين العبوشي» في عام 2009. وقد كان الشاعر الفلسطيني عبد الهادي كامل أحد أصدقاءه اللذين تشاركو الأهداف والانتماء والوطنية.
مُنح «وسام القدس للآداب والفنون» في سنة 1991 من قبل السلطة الوطنية الفلسطينية حيث قلَّده الوسام الرئيس «ياسر عرفات» بحضور عدد من رجالات الثقافة والأدب العراقيين والفلسطينيين.

## سيرته
ولد «برهان الدين بن حسن بن قاسم العَبُّوشي» سنة 1911/ 1329 هـ في مدينة جنين، ونشأ بها. وأنهى دراسته الابتدائية فيها، ودرس المرحلة الثانوية في كلية النجاح الوطنية بنابلس، ثم توجه إلى لبنان وأتمّ المرحلة الثانوية في الكلية الوطنية في الشويفات. ثم التحق بالجامعة الأميركية في بيروت في سنة 1933، ولم يتمكن من مواصلة دراسته لأسباب وطنية، فعاد إلى فلسطين وعمل موظفاً في البنك الزراعي العربي (بنك الأمة العربية) في طبريا.
أسهم العبوشي في الحركة الوطنية الفلسطينية، وكان من المناصرين للمجاهد عز الدين القسام. وشارك في الثورة الكبرى (1936- 1939)، حيث قام بحملة توعية في سنة 1936 في قرى فلسطين ضد الانتداب البريطاني على فلسطين والهجرة اليهودية إلى فلسطين، فاعتُقل ونفي إلى منطقة «عوجة الحفير» على حدود سيناء، ثم نقل إلى معتقل «صرفند الخراب»، واعتقل مرة أخرى في سجن «المزرعة» بعكا إثر مصرع الحاكم البريطاني «أندروس».
هاجر إلى بيروت، ثم إلى دمشق ومنها إلى بغداد حيث انتُدب للتعليم في العراق سنة 1939 كمعظم المثقفين الفلسطينيين الذين شاركوا في الثورة، وهناك واصل معارضته للاستعمار فشارك في ثورة رشيد عالي الكيلاني سنة 1941 وجرح فيها وبعد فشلها صدر أمر إلقاء القبض عليه فتوجه إلى الموصل ومن هناك هرب بمساعدة العشائر البدوية العربية إلى دمشق، حيث مكث فيها أياماً ليعود بعدها إلى مسقط رأسه جنين متخفياً.
وفي جنين شارك في معركة عام 1948، وعاد إلى العمل في البنك الزراعي العربي في حيفا، وعين أميناً للسر في مقر جمعية الشبان المسلمين بها. أسهم في مشروع صندوق الأمة العربية بتوعية الفلاح الفلسطيني. في سنة 1945 سافر إلى القاهرة مع الكشافة الإسلامية لشرح قضية فلسطين، وفي عام 1948 التحق بالقوات العربية التي دخلت فلسطين، وخاض المعارك ضد إسرائيل في منطقة جنين، وأصيب بجرح بالغ في كتفه. وبعد انسحاب الجيوش العربية من فلسطين توجه إلى بغداد سنة 1949، وعمل مُدَرِسّـاً للغة العربية في مدارسها، وتزوج من فتاة عراقية من عائلة آل الحافظ الهاشمية المعروفة في مدينة الموصل فأنجب له سماك وحسن.
توفي برهان الدين العبوشي في بغداد في يوم 8 فبراير 1995\9 رمضان 1415 هـ ودفن في مقبرة الشيخ معروف في الكرخ،  وقد نعاه أبناء جنين وكتبوا عنه وعن نشاطه وجهاده ودفاعه عن وطنه، وتحدثوا عن أدبه وأشعاره.

## شعره
ذكر في معجم البابطين عن شاعريته:

## مؤلفاته
- «فارس السيف القلم، برهان الدين العبوشي: الأعمال الادبية الكاملة للشاعر المجاهد الراحل»، مؤسسة فلسطين للثقافة، 2009.[5]
- «من السفح إلى الوادي ألبِّي صوت أجدادي»، مذكرات، مطبعة الأمة، بغداد، 1980.

### مسرحيات شعرية
وطن الشهيد:
مسرحية «وطن الشهيد» الشعرية، صدرت عن المطبعة الاقتصادية في القدس في 1947،  وقد واكبت قرار التقسيم وبداية رحلة العذاب والتشرّد الطويلة، وتقع هذه المسرحية في 86 صفحة من القطع المتوسط، وأهدى الشاعر هذه المسرحية إلى شهداء فلسطين فقال:
شبح الأندلس:
مسرحية «شبح الأندلس» صدرت عن مطبعة دار الكشاف في بيروت في 1949،  وقد تحدّث فيها عن الصراع حول فلسطين منذ حرب 1948 حتى الهدنة وانسحاب الجيش العراقي، وركّز فيها على معركة جنين، وفي آخر المسرحية سجّل قصيدة الضابط العراقي المقدّم محمود شيت خطاب التي ألقاها أمام الجماهير في جنين، يوم الاحتفال بالنصب التذكاري لشهداء معركة جنين قبل انسحاب الجيش العراقي من جنين وكان مطلع القصيدة:
- «عرب القادسية»، مسرحية شعرية، الشركة الإسلامية للطباعة والنشر، بغداد، 1951.
- «الفداء»، مسرحية شعرية، مطبعة البصري، بغداد، 1968.

### مجموعات شعرية
- «جبل النار»، ديوان شعري، الشركة الإسلامية للطباعة والنشر، بغداد، 1956.[16]
- «النيازك»، ديوان شعري، مطبعة دار البصري، بغداد، 1967.[17]
- «إلى متى؟»، ديوان شعري، مطبعة المعارف، بغداد، 1972.
- «جنود السماء»، ديوان شعري، نشر لجنة التراث الأدبي الفلسطيني، الكويت، 1985.

## مؤلفات عنه
دراسات عنه وعن أعماله:
- «برهان الدين العبوشي (1911-1993)»، علي الخواجا، المركز الفلسطيني للبحوث والدراسات الاستراتيجية، 2008.[18]
- «برهان الدين العبوشي أديبا»، شمس الدين غنام عبد القادر عصيدة، رسالة ماجستير، 2012.[19]
- «مذكرات برهان الدين العبوشي: جدل الشعر والتاريخ»، محمد صالح محمد الشنطي، مؤسسة كان للدراسات والترجمة والنشر، دورية كان التاريخية، المجلد 6، العدد 20، 30 يونيو 2013.[20]
- «صورة جنين في شعر برهان الدين العبوشي ديوان جبل النار نموذجا»، نجية فايز حافظ الحمود، مجلة جامعة القدس المفتوحة للبحوث الإنسانية والاجتماعية، 2020.[21]
- «برهان الدين العبوشي دراسة في حياته وشعره شاعر الثورتين العراقية والفلسطينية 2»، أسامة الأشقر، جامعة الخرطوم، 2014.[22]
- «مراجعة كتاب برهان الدين العبوشي فارس السيف والقلم: أعمال الندوة التكريمة للشاعر المناضل برهان الدين العبوشي بمناسبة مرور مائة عام على ولادته»، خالد الجبر ونبيل حسنين (محرران)، عمان، الأردن: جامعة البترا ودار جرير للنشر والتوزيع، 2014.[23]

## جوائز
- 1991: وسام القدس للآداب والفنون من قبل السلطة الوطنية الفلسطينية.[8]

## وصلات خارجية
- حاضر في ذكرى غيابه.. برهان الدين العبوشي يعود إلى جنين - مؤسسة فلسطين للثقافة.